# Nosologia
A nosologia (do grego antigo νόσος, translit. nósos): "doença" + -λογία -logia, "estudo", de 'logos', "discurso", "tratado", "razão" [carece de fontes?])  é a parte das ciências da saúde que trata dos critérios de classificação das doenças - segundo a etiologia (causa), a patogênese (mecanismo de surgimento e desenvolvimento de um processo patológico) ou o sintoma.
A grande dificuldade em nosologia é que eventualmente doenças não são classificadas claramente, em especial quando não possuem etiologia e/ou patogênese definida. Assim, os termos diagnósticos se referem apenas a um sintoma ou uma síndrome.
O diagnóstico nosológico é um dos pilares de estudo da medicina, odontologia e medicina veterinária (bem como a terapêutica), cada qual em seu ramo de atuação.

## História

### Iluministas
Lineu criou uma primeira classificação moderna de seres vivos, delimitando o reino animal (1735) e vegetal (1737), mas sua tentativa de aplicar o sistema da nomenclatura binomial na medicina para descrever 325 gêneros de doenças é faltosa.
O primeiro autor que usou um sistema nosológico para classificar as doenças de uma forma científica no séc. XVIII foi Boissier de Sauvages. Sauvages organizou as doenças conforme o método de Lineu, agrupando-as em classes, ordens, gêneros e espécies, dando a cada doença um nome único. Desta forma, o que era uma massa caótica e desorganizada de doenças, passou a ter uma forma bem resumida.
Ele a publicou em 1763 com o título de Nosologia methodica. Inspirações do autor incluem a metodologia clínica de Baglivi, os princípios de Thomas Sydenham e aportes da botânica e da física de Newton
De acordo com Sauvages, as causas não seriam critérios de classificação das doenças, porque se tratam apenas de hipóteses teóricas (o que fazia sentido antes da teoria dos germes). Os critérios deveriam se fundamentar sobre a realidade observável na prática médica, ou seja, sobre a realidade dos sintomas.
Deste modo, ele classifica as doenças por afinidades sintomatológicas (características clínicas). Seu sistema define 2400 espécies de doenças em dez classes, subdivididas em subclasses e gêneros. Por vezes as doenças são conceituadas em função de síndromes, ao invés de simples sintomas. 
De acordo com Tobias George Smollett, entre outros escritores do fim do século, porém, Sauvages seguia instruções de Sydenham, e assim criou um sistema crédulo e sem espírito crítico.